# Hotel Seger
Hotel Seger var en såpopera producerad av Kanal 5 som ersättare till Vänner och fiender och visades på vardagkvällar med start 3 december 2000 till och med 2001. Manuset byggde på den norska succesåpan Hotel Cæsar, men lyckades inte få tillräcklig publik och lades ned så fort den första omgången av serien visats. Totalt kom 170 avsnitt att produceras.

## Rollista (i urval)
| Skådespelare            | Roll                     |
| ----------------------- | ------------------------ |
| Gösta Bredefeldt        | Georg Axelsson-Seger     |
| Daniel Larsson          | Karl Hugo Axelsson-Seger |
| Gudrun Henricsson       | Astrid Axelsson-Seger    |
| Katarina Lundström      | Katja Lundström          |
| Fredrik Dolk            | Douglas Lundström        |
| Peter Viitanen          | Albert Lundström         |
| Liv Mjönes              | Victoria Lundström       |
| Cecilia Häll            | Ninni Björk              |
| Sascha Zacharias        | Ninni Björk              |
| Zara Zetterqvist        | Alexandra Persson        |
| Jacqueline Ramel        | Ingrid Ivarsson          |
| Josephine Bornebusch    | Charlotte Ivarsson       |
| Christian Sandström     | Ted Esping               |
| Göran Forsmark          | Stellan Nygren           |
| Viktor Åkerblom Nilsson | Henrik "Henke" Nygren    |
| Lena B. Eriksson        | Sussie Jansson           |
| Sonja Bujwid-Hugosson   | Tina Jansson             |

### Gästroller
- Linda Lundmark
- Mona Seilitz
- Mia Ternström
- Per Ragnar
- Louise Raeder